# Yurisleidy Lupetey
Yurisleidy Lupetey, née le 6 mai 1981, est une judokate cubaine évoluant dans la catégorie des -57 kg (poids légers). Championne du monde junior en 2000 à Nabeul en Tunisie, elle confirme dès l'année suivante au niveau senior en obtenant plusieurs podiums dans des épreuves de coupe du monde. Plus encore, elle obtient la couronne mondiale à Munich en battant en finale l'expérimentée néerlandaise Deborah Gravenstijn. Elle devient donc championne du monde dès sa première participation à 20 ans. Elle ne parvient cependant pas à conserver ce titre deux ans plus tard en 2003 mais monte tout de même sur la troisième marche du podium. Par ailleurs, elle enrichie son palmarès avec une victoire dans sa catégorie lors des Jeux panaméricains 2003 à Saint-Domingue. Facilement qualifiée pour les Jeux olympiques de 2004 à Athènes, elle obtient la médaille de bronze malgré sa défaite en demi-finale face à la Nord-coréenne Kye Sun-Hui. C'est grâce à sa victoire lors du match pour la troisième place face à la championne olympique en titre Isabel Fernández que la judokate cubaine obtient sa première médaille olympique. Elle a depuis échoué au pied du podium mondial en 2005 et n'a pu conserver son titre aux Jeux Panaméricains de 2007.

## Palmarès

### Jeux olympiques
- Jeux olympiques de 2004 à Athènes (Grèce) :
  -  Médaille de bronze dans la catégorie des -57 kg (poids légers).

### Championnats du monde
- Championnats du monde 2001 à Munich (Allemagne) :
  -  Médaille d'or dans la catégorie des -57 kg (poids légers).
- Championnats du monde 2003 à Osaka (Allemagne) :
  -  Médaille de bronze dans la catégorie des -57 kg (poids légers).
- Championnats du monde 2005 à Osaka (Allemagne) :
  - 5e dans la catégorie des -57 kg (poids légers).

### Divers
- Juniors :
  -  Médaille d'or aux mondiaux juniors 2000 à Nabeul (Tunisie).
  -  Médaille de bronze aux mondiaux juniors 1998 à Cali (Colombie).
- Jeux panaméricains :
  -  1 médaille d'or aux Jeux panaméricains 2003 à Saint-Domingue.
- Par équipes :
  -  Vice-championne du monde par équipes à Bâle en 2002.
  -  Vice-championne du monde par équipes à Paris en 2006.
- Tournois :
  - 4 podiums dont 2 victoires au Tournoi de Paris.